# 순욱
순욱(荀彧, 163년 ~ 212년)은 중국 후한 말의 정치가로 자는 문약(文若)이며 예주 영천군 영음현(穎陰縣) 사람이다. 시호는 경후(敬侯)이다.
배잠(裴潛)은 순욱은 조조의 삼모사(三謀士)로 사람을 보는 눈이 뛰어나 수많은 인사들을 조조에게 추천하였으며 조조가 순욱에 대해 촉의 제갈공명, 오의 주유와 같다고 평하였다.

## 생애
조부 순숙(荀淑)은 순자(荀子)의 11세손 이라고 후한서에 기록되어 있고, 당시 조정을 좌지우지하던 양기(梁冀) 일족을 비판하여 매우 명성이 높아져 [신군](神君)이라 불렸으며 순숙이 죽은 뒤에는 마을 사람들이 그의 사당을 만들었다고 전해진다. 그의 아들 순곤(荀緄)은 상서(尙書)에서 제남상(濟南相)이 되었다. 또 숙부 순상(荀爽)은 동탁(董卓)에게 사공(司空)에 임명되었고 동탁을 암살하려 했으나 얼마 못가 병으로 죽었다.
순욱은 용모가 단정하고 수려하며, 위장부(偉丈夫)이기도 하여 젊을 적부터 하옹(何顒)으로부터 왕좌의 재주를 가졌다라고 칭찬을 받았다. 왕을 보좌할 수 있는 재능을 가졌다는 의미로 예를 들어, 관중의 경우, 주군을 섬기면서 그 사람을 위대하게 만든 재능이 있었다고 한다. 또한 하옹은 젊을적 조조의 재능을 간파해, 후에 조카 순유와 함께 동탁 암살계획을 계획한 인물이다.
순욱이 4살 때 권세를 휘두르던 환관 당형(唐衡)의 딸과 혼인이 결정되었다. 청류파(清流派) 명사였던 순씨의 자제가 환관 일족과 맺어지는 것에 대해 비판을 받지만, 당시 4살의 순욱이 혼인을 받아들였다고는 생각할 수 없고, 당형의 압력에 의한 것이라고 보인다.
중평 6년(189년), 동탁이 소제를 폐하고 헌제를 제위에 올리던 때, 효렴에 추천되어 수궁령(守宮令)이 되었으나, 반동탁 연합이 결성되던 시기 관직을 버리고 낙향하여 기주목(冀州牧) 한복의 초빙을 받아 기주로 피난했다.
그런데, 순욱이 기주에 도착할 때쯤 기주는 원소(袁紹)에게 빼앗기게 되었다. 원소는 순욱을 크게 예우하였으나, 순욱은 원소가 대업을 이룰 것이라 생각하지 않았으므로 그를 뿌리치고, 조조에게로 왔다. 순욱을 맞이한 조조는 [나의 자방(子房) 이 왔구나!]라고 크게 기뻐했다. 실제 관료의 추천으로 곽가, 사마랑 등 인재발굴에서 힘을 발휘했다.
그 후 조조의 곁에서 정치와 전략 양쪽을 넘나들며 수많은 공적을 세웠다. 흥평 1년(194년), 조조는 서주의 도겸을 공격할때, 순욱은 정욱과 더불어 조조의 본거지였던 연주(兗州)의 수비를 담당하였으나, 장막과 진궁이 여포를 끌어들여 모반을 일으키자, 연주는 대부분이 여포의 손에 넘어갔다. 순욱이 지키는 성에 [여포가 조조의 원군으로 왔으니 성문을 열어라]라는 사자가 왔는데, 순욱은 이미 모반을 간파하고, 하후돈에게 사자를 보내 합류하고 조조진영에 남겨진 3개의 성을 조조의 귀환 때까지 사수했다. 만약 이때 이 3개의 성도 빼앗겼다면 조조군은 완전히 의지할곳 없는 군대가 되어 얼마안가 사라져 버려 역사도 달라졌을지도 모른다.
귀환한 조조는 근거지를 빼앗기지 않은 것에 감사하고 서주를 다시 공격하려고 했으나, 순욱은 [고조 광무제께서 천하를 얻은 것은 자신의 근거지였던 관중, 하내를 확실하게 다스렸기 때문입니다. 즉 주공의 근거지인 연주를 확실하게 다스리는 것이 먼저입니다]라고 조언하였다. 조조는 이를 받아들여, 여포와 대결하여 그를 격파하고 연주를 평정하였다.
건안 1년(196년), 헌제가 장안(長安)을 탈출해, 낙양으로 도망치게 되었다. 순욱은 조조에게 헌제를 맞아들여야 한다고 조언하고, 조조는 이를 받아들여 헌제를 허창(許昌)으로 맞이하였다. 이 공적으로 인해 조조는 대장군이 되었고, 순욱은 시중(侍中), 상서령(尚書令)이 되었다. 헌제를 맞이한 것으로 인해 조조는 도의적으로 크나큰 방패를 얻어 이후 정치와 전략 양쪽에서 유리하게 진행할 수 있었다. 만약 이것을 실행하지 않았다면 조조는 최후의 승자가 되지 못했을지도 모른다고 이야기할 수 있다.
건안 5년(200년), 관도 전투에 이르러, 공융이 원소군의 강력함을 이야기하자 순욱은 원소군에 있었던 경험에서 그들의 약점을 상세하게 설명했다. 실제 관도 전투에서 순욱이 이야기한 대로 진행되었다. 순욱은 관도 전투에서 본거지의 수비를 맡았는데, 조조가 전쟁도중 약세라고 느껴, 돌아가는 것이 어떻겠냐고 그에게 문의할 때가 있었다. 순욱은 이것에 반대하고 조조를 격려했다. 또 조조가 원소에게 일단 승리한 후에 원소와의 결전은 중지하고 남쪽의 유표와 싸우려고 하자, 순욱은 "원소가 남은 무리를 수습하고 빈틈을 이용한다면 공은 성공할 수 없을 것." 이라고 말하며 반대했다. 이 진언에 따라 조조는 황하를 두고 원소와의 대치를 계속했고, 원소가 죽은 뒤 원소의 세력이 내분에 빠지자 이 틈을 공격하여 하북의 대부분을 세력권에 넣을 수 있었다.
건안 8년(203년), 이때까지의 공적으로 만세정후(萬歳亭侯)에 봉해지고, 그 후에도 봉록이 증가했다. 이때부터 조조는 서서히 찬탈의사를 비추기 시작했고, 위공(魏公)의 지위를 욕심내어 구석(九錫)을 받으려고 하였다. 그러나 한나라를 유지하겠다는 정치적 이상을 가졌던 순욱은 이에 맹렬히 반대하였고, 그 일로 조조와 사이가 틀어지게 되었다.
건안 17년(212년), 조조의 손권 정벌에 따라 함께 출정하여 시중(侍中)·광록대부(光祿大夫)가 되었고, 그 후 조조와의 불화 속에 서거했다. 항년 50세였다. 그의 죽음에 대해서는 역사서마다 그 서술이 다른데 진수의 삼국지에서는 [수춘에 병으로 머무르다 근심 속에 죽었다] 라고 기록했는데, 병사로 해석하는 경우가 많지만 다르게 볼 여지도 있다. 후한서와 배송지의 주석에서는 조조와의 불화로 자살한 것으로 기록하고 있다. 이때 조조가 순욱에게 빈 찬합을 보내자 이를 보고 조조의 뜻을 간파한 순욱이 독주를 마시고 자살했다고 한다. 어떤 식으로라도 그의 죽음의 배경에 조조와의 불화가 있었다는 것은 확인할 수 있다. 순욱이 죽은 다음해 조조는 위공이 되었다.
장남 순운이 조조의 3남인 조식과 친하여 조비가 태자의 자리에 오른 뒤에도 친교를 끊지 않고 그대로 이어갔기 때문에 조비가 불쾌하게 생각했다고 한다. 그러나 조비의 누이 안양공주가 순운의 아내가 된 일도 있어, 조비는 역시 순씨를 특별히 총애했다고 [위지] 순욱전에서 적혀 있다.

## 평가
삼국지의 저자 진수는 그와 연장자인 조카 순유, 그리고 모사 가후, 이 세 사람을 같은 권에 넣었다.(삼국지 위서 10권). 진수의 순욱에 대한 평가는 순욱은 청아한 풍모와 왕좌의 풍격, 그리고 선견지명을 갖추고 있었다. 그러나 뜻을 달성하는 것에는 뛰어나지 못했다라고 말했다.
이에 대해 삼국지에 주석을 달았던 배송지는 '당시 난세를 평화로 이끌었던 조조에게 협력한 것밖에는 없었다. 이 일로 인해 한나라는 살아나지 못했지만, 백성들은 구할 수 있었다'고 극찬했다. 또한 배송지는 가후를 싫어하여 순욱이란 인물을 가후 등과 동격으로 취급하는 것은 어리석은 일이라고 말하였다. 범엽은 순욱을 후한왕조에게 순사한 충신으로 평가하여 후한서에 순욱의 전기를 따로 싣었다.
누구나 인정하는 조조의 패업을 이루는데 가장 큰 공을 세운 일등공신이다. 조조 휘하에 뛰어난 책사는 많았지만 순욱은 단순히 수하 중 한 사람을 넘어 패업의 공동설계자이자 좀 더 나아가 말하면 동업자라고 해도 과언이 아닐 정도의 존재감을 보여줬다.

## 순욱의 친족관계

### 관련 인물
순심　순연　순욱(荀勗)　순유　순의　순황

## 같이 보기
- 삼국지 인물 목록